# Guzmania angustifolia
Guzmania angustifolia är en gräsväxtart som först beskrevs av John Gilbert Baker och fick sitt nu gällande namn av Max Carl Ludwig Wittmack. Guzmania angustifolia ingår i släktet Guzmania och familjen Bromeliaceae.

## Underarter
Arten delas in i följande underarter:
- G. a. angustifolia
- G. a. nivea

## Bildgalleri

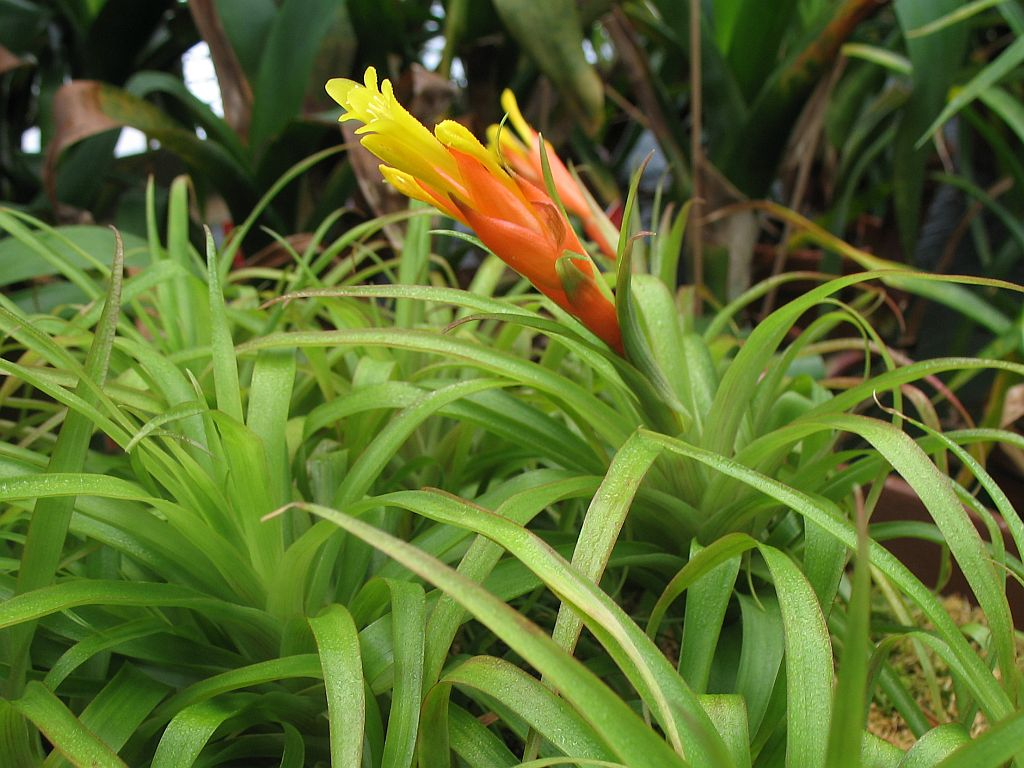